# Schvirján Dóra
Schvirján Dóra (Kazincbarcika, 2006. augusztus 14. –) korosztályos válogatott magyar labdarúgó, kapus. A szombathelyi Viktória FC labdarúgója.

## Pályafutása

### Klubcsapatokban
2018-ban a Szabadbattyán KSE és Fehérvár FC csapataiban kezdett el futballozni, majd 2020-ban az MTK Hungária együtteséhez igazolt és 2022. augusztus 13-án bemutatkozhatott az élvonalban. Négy kapott gól nélküli mérkőzésen szerepelt a kék-fehéreknél a 2022–23-as szezonban, de állandó helyét a következő szezonban sikerült biztosítania, mikor az Astra Hungária FC színeibe öltözött. 14 mérkőzésből haton nem találtak hálójába, mely eredménnyel felkeltette a Viktória FC figyelmét és leszerződött a vasiakhoz.

### A válogatottban
2024-ben megkapta első felnőtt behívóját is a Törökország elleni Eb-selejtező mérkőzésre.